# Medovyj mesjac
Medovyj mesjac (Медовый месяц) è un film del 1956 diretto da Nadežda Nikolaevna Koševerova.